# Não tướng học

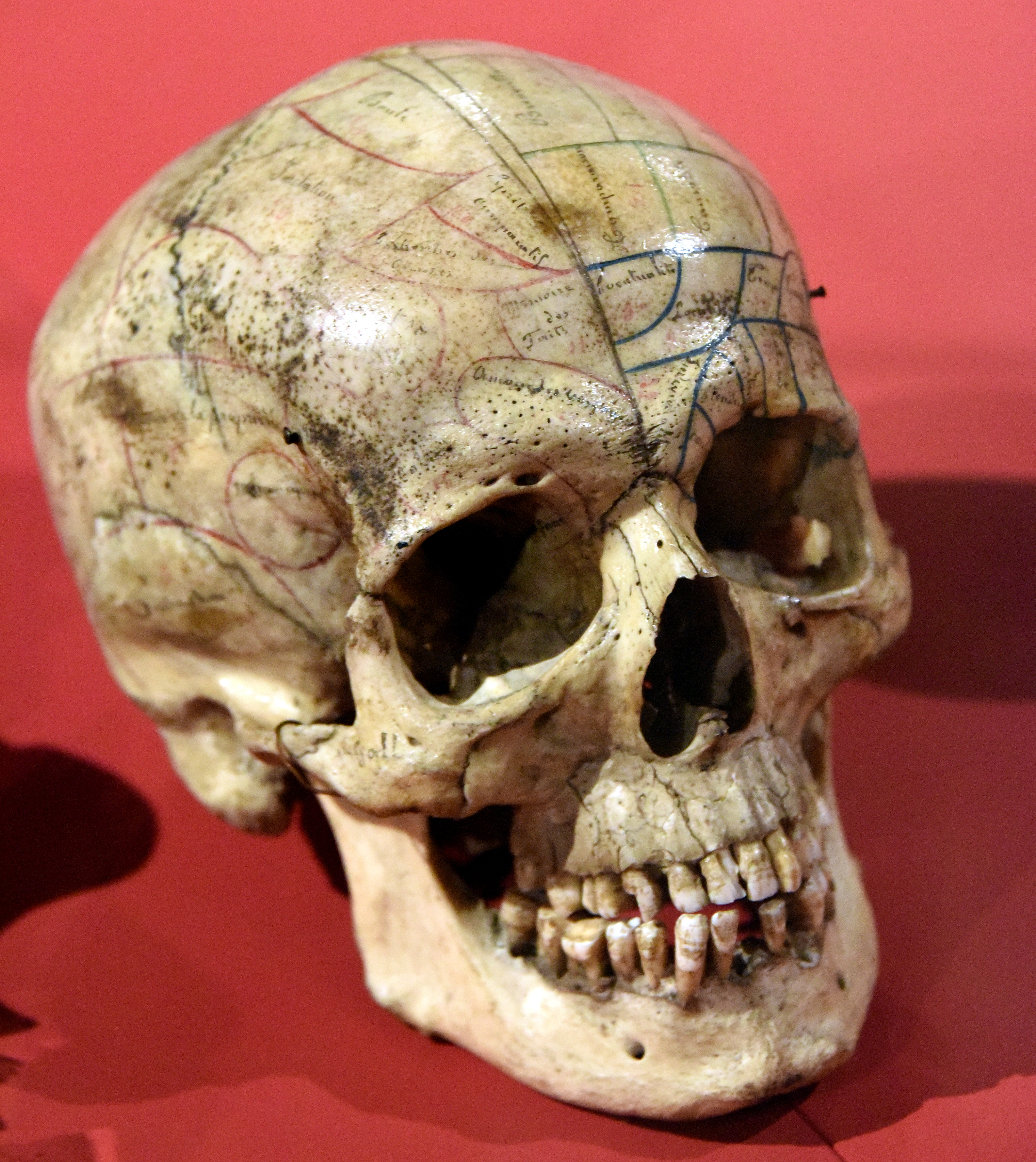
Một hộp sọ được nghiên cứu não tướng học tại châu Âu vào thế kỷ thứ 19

Não tướng học (tiếng Anh: Phrenology) là một môn giả khoa học liên quan đến việc đo các vết bướu trên hộp sọ nhằm dự đoán các đặc điểm tinh thần của con người. Môn giả khoa học này dựa trên ý niệm rằng bộ não là một bộ phận của tâm trí và mỗi vùng não nhất định có các chức năng riêng. Não tướng học được bác sĩ người Đức Franz Joseph Gall phát triển vào năm 1796, và bắt đầu gây được ảnh hưởng trong xã hội thế kỷ 19, đặc biệt là giai đoạn từ năm 1810 cho đến năm 1840. Tại Anh, có một trung tâm nghiên cứu về não tướng học ở Edinburgh được thành lập vào năm 1820.
Ngày nay, não tướng học đã được công nhận là một bộ môn giả khoa học. Tuy nhiên, ngay cả với thời kỳ mà não tướng học phát triển mạnh mẽ như thế kỷ 19, sự chặt chẽ trong phương pháp luận của môn này cũng bị đặt không ít những dấu chấm hỏi.